# Список членов Сената Олий Мажлиса Узбекистана (2005—2010)
Список членов Сената Олий Мажлиса Узбекистана «первого созыва» состоит из имён представителей вилоятов, Республики Каракалпакстан и города Ташкента, избранных в соответствии с конституционным законом от 12 декабря 2002 года № 432-II «О Сенате Олий Мажлиса Республики Узбекистан».

## Структура Сената
По шесть членов Сената были избраны тайным голосованием из числа депутатов органов представительной власти от Республики Каракалпакстан, двенадцати вилоятов и города Ташкента, на выборах прошедших 17 — 20 января 2005 года, ещё шестнадцать членов Сената были назначены указом Президента 24 января 2005 года.

### Председатели Сената
- Мурат Шарифходжаев (2005[2]—2006)
- Илгизар Матякубович Собиров (2006—2010)

## Назначенные Президентом Узбекистана
1. Адилходжаева, Сурайе Махкамовна
2. Арипов, Абдулла
3. Бакибоев, Эркин Жураевич
4. Вахидов, Эркин Вахидович
5. Инамова, Светлана Турсуновна
6. Кучеров, Вадим Петрович[3]
7. Кучерский, Николай Иванович
8. Раджабова, Мавжуда Абдуллаевна
9. Рахманкулов, Мир-Акбар Хожи-Акбарович
10. Сафаев, Садык Салихович
11. Убайдуллаев, Батыр Хусанович[4]
12. Усманов, Мираброр Зуфарович
13. Худайбергенов, Турсинхан Айдарович
14. Шарифходжаев, Мурат
15. Юлдашев, Бехзод Садыкович[5] → Салихов, Шавкат Исмаилович[6]

## Республика Каракалпакстан
1. Адилов, Агитай
2. Аимбетов, Нагмет Каллиевич
3. Ерниязов, Муса Тажетдинович — заместитель Председателя Сената[7]
4. Ибрагимов, Ахмет Мамутович
5. Калимбетов, Парахат Джанабаевич
6. Кутыбаев, Еркинбай Менлибаевич

## Ташкент
1. Абдурахимова, Фарида Юлдашевна
2. Герасимова, Светлана Ивановна
3. Рустамбаев, Мирзаюсуп Хакимович
4. Тураев, Азиз Дамирович
5. Усманов, Рахмонбек Джахонгирович[8] → Тухтаев, Абдукаххар Хасанович[9]
6. Шаабдурахманов, Рустам Мавзурович}[10] → Хакимов, Бахтиёр[9]

## Андижанский вилоят
1. Адылов, Яркинбек Кадырович
2. Бегалиев, Сайдулла[11]
3. Джураев, Султан Дехканбаевич
4. Иминов, Бахтиер Мирзажанович
5. Сабиров, Илхомжон Абдуллаевич[12] → Усманов, Ахмад Тугилович[13]
6. Хужамбердиев, Мамазаир

## Бухарский вилоят
1. Латипов, Азим Шукурович
2. Мухамедов, Хамза Хайдарович
3. Фаттоев, Ёкуб Талабович
4. Хусенов, Самойдин Касымович
5. Шарипова, Дилбар Усмановна
6. Эсанов, Мухиддин Турдиевич

## Джизакский вилоят
1. Зиятов, Парда
2. Инамжонов, Хакимжон Мурадович
3. Каримова, Нодира Хазратовна
4. Отабаев, Ильхом Лафасович
5. Холбутаев, Махмуд Парсаматович
6. Яманкулов, Убайдулла Яхшибаевич
7. Анарбаев, Муса[14]

## Кашкадарьинский вилоят
1. Аллакулов, Панжи Эгамбердиевич
2. Зайниев, Нуритдин
3. Нормурадов, Мурадулла
4. Рузиев, Зафар Шаропович
5. Султанов, Алишер Саидаббасович
6. Усманов, Баван Хакимович

## Навоийский вилоят
1. Алиев, Гофир Куватович
2. Валиева, Рано Насимовна
3. Жуманиязов, Раджап Солаевич
4. Кустов, Андрей Михайлович
5. Рузиев, Бахриддин Муртазаевич
6. Файзиев, Нематулла

## Наманганский вилоят
1. Балтабаева, Мархабат
2. Каримов, Икромджон[15]
3. Нажмиддинов, Икромхон
4. Хакимов, Ахмад Хадиевич
5. Шокаримова, Гулсанам
6. Юсупов, Мухаммад Мубаширович

## Самаркандский вилоят
1. Жураев, Абдимумин Суннатович[16]
2. Нурмуратов, Мамаризо Бердимуратович[17]
3. Рафиков, Сухроб Абдугафарович
4. Туйчибайев, Эшпулат Туйчибаевич
5. Ураков, Сулейман Саломович
6. Шодиева, Хамротош Нормурадовна
7. Бахрамов, Азамхон Усманович[18]

## Сырдарьинский вилоят
1. Абдураимов, Батыр Тураевич
2. Артукбаева, Хайтхан
3. Джалалов, Абдурахим Абдурахманович
4. Исраилов, Мамарахим
5. Эрбеков, Исраил Юлдашевич
6. Эсиргапов, Абдукахар

## Сурхандарьинский вилоят
1. Алтиев, Абдурашид Султанович
2. Зуннунов, Закиржон Рузиевич
3. Мадиев, Парда Чориевич
4. Мустапов, Панжи Саттарович
5. Нарзуллаев, Ахмат Имидович
6. Эшмуратов, Абдулхаким Хушбокович

## Ташкентский вилоят
1. Ибрагимов, Хайрулла Файзуллаевич
2. Камилов, Турсинбай[19]
3. Куччиев, Мирзамашраб Раззакович[20]
4. Ниязов, Зиявитдин Кучкарович[21]
5. Санакулов, Кувондик Санакулович
6. Туляганов, Козим Насырович[22]
7. Фарманов, Александр Касымович

## Ферганский вилоят
1. Абдуллаева, Барнохон Анваровна
2. Мирсадыков, Анварджон
3. Назаров, Имомали Турдалиевич
4. Нурматов, Шермат[23] → Абдуллаев, Абдухашим Абдуллаевич[24]
5. Омонов, Номон[25]
6. Усманов, Маруф Азамович

## Хорезмский вилоят
1. Авезов, Шавкат Султанович
2. Бабаджанов, Ислам Алимович
3. Каримов, Эгамберган Каримович
4. Пак, Вера Борисовна
5. Собиров, Илгизар Матякубович
6. Хайтметов, Гулмат